# Lidiane Shayuri
Lidiane Shayuri Hayashi, ou simplesmente Lidiane Shayuri (São Paulo, 8 de julho de 1981) é uma jornalista brasileira. Ela foi apresentadora da Record News, desde a sua fundação em 2007 até abril de 2017. Atualmente, faz parte do rodízio de sábado do Fala Brasil e produz reportagens especiais para o mesmo jornal matinal em que apresenta eventualmente.

## Biografia
Lidiane é filha de pai nissei, Sérgio Terumi Hayashi e Penha Lima de Mendonça Hayashi.
Formou-se em 2002 em jornalismo pela Universidade Anhembi Morumbi. Enquanto ainda fazia faculdade, trabalhou em pequenos veículos de bairro e editou conteúdo para sites de saúde.
Em 2004 fez parte da equipe de apresentadores do BandNews TV e também apresentou um programa sobre cultura japonesa nas manhãs de domingo na Band, até a sua ida para a Record News.
Lidiane esteve na Record News desde o surgimento do canal de televisão de jornalismo 24 horas, em setembro de 2007. Ela foi convidada a integrar a primeira equipe da emissora focada em notícias durante todo o dia. Versátil, ela já apresentou quase todos os noticiários da emissora. e nessa emissora já apresentou o  Tempo News, Direto da Redação, Mundo Meio-Dia, Página 1 e o Hora News. Em agosto de 2015, passou a apresentar o Link Record News. Em 01 de abril de 2017 Lidiane deixou a Record News, mas continuara na RecordTV, apresentando os noticiários da casa.

## Filmografia
| Ano           | Programa              | Cargo             | Emissora          |
| ------------- | --------------------- | ----------------- | ----------------- |
| 2004-07       | Jornal BandNews       | Apresentadora     | BandNews TV       |
| 2006-07       | Olhar Oriental        | Apresentadora     | Rede Bandeirantes |
| 2007-12       | Página 1              | Apresentadora     | Record News       |
| 2008-09       | Tempo News            | Apresentadora     | Record News       |
| 2009-11       | Mundo Meio-Dia        | Apresentadora     | Record News       |
| 2010-11       | Direto da Redação     | Apresentadora     | Record News       |
| 2010-12       | Record News São Paulo | Apresentadora     | Record News       |
| 2011-12       | Jornal da Record      | Previsão do tempo | Record            |
| 2012-15       | Hora News             | Apresentadora     | Record News       |
| 2015-17       | Link Record News      | Apresentadora     | Record News       |
| 2015-presente | Jornal da Record      | Previsão do tempo | Record            |